# Trio d'anches de Koechlin
Le Trio d'anches, op. 206, est une œuvre de Charles Koechlin composée en 1945.

## Présentation
Le Trio d'anches de Charles Koechlin est composé en décembre 1945.
L'œuvre consiste en un trio d'anches pour hautbois, clarinette et basson. La partition est publiée par les Nouvelles éditions Méridian.
Le Trio d'anches est créé à la Radiodiffusion française le 5 mars 1946, par le trio d'anches André Dupont, constitué de Paul Taillefer (hautbois), André Dupont (clarinette) et André Gaby (basson).

## Structure
Le Trio d'anches est en quatre mouvements :
1. Choral (Grave et serein, presque adagio) à quatre temps (noté ) ;
2. Fugue (Allegro non troppo) à quatre temps (noté ) ;
3. Andante très calme ( = 76) à 
 ;
4. Final (Allegro très animé,  = 72) à deux temps (noté ).

La durée moyenne d'exécution de la partition est de treize minutes environ.
La pièce porte le numéro d'opus 206 dans le catalogue des œuvres de Charles Koechlin.

## Discographie
- Charles Koechlin: Chamber music for oboe and other instruments, Stefan Schilli (de) (hautbois), Christopher Corbett (clarinette) et Marco Postinghel (basson), Oehms Classics OC 1823, 2015[5].